# Minterne Magna
Minterne Magna est un village de l'ouest du Dorset, en Angleterre. Il se trouve à la source de la Cerne dans les Dorset Downs (en), à mi-chemin entre Dorchester et Sherborne. La population du village est de 188 habitants (au recensement de 2001).
C'est également le nom de la demeure ancestrale de la famille Digby. Le manoir fut construit grâce à l'argent et à l'or transporté par les vaisseaux capturés par un ancêtre des Digby qui, sous l'autorité de la couronne britannique, attaquait les navires faisant la traversée de l'Atlantique, durant la Révolution française et les guerres napoléoniennes. Jane Digby, maîtresse de Louis Ier de Bavière y passa son enfance, tandis que sa petite nièce Pamela Digby Churchill Harriman y fut également élevée jusqu'à son mariage avec Randolph Churchill en 1939.

## Source
- (en) Cet article est partiellement ou en totalité issu de l’article de Wikipédia en anglais intitulé « Minterne Magna » (voir la liste des auteurs).